# Landkreis Vohenstrauß
Der Landkreis Vohenstrauß gehörte zum bayerischen Regierungsbezirk Oberpfalz und bestand bis zur Auflösung in der Gebietsreform 1972. Sein ehemaliges Gebiet liegt heute im Landkreis Neustadt an der Waldnaab.

## Geographie

### Wichtige Orte
Die einwohnerstärksten Gemeinden waren Vohenstrauß, Pleystein, Eslarn und Waldthurn.

### Nachbarkreise
Der Landkreis grenzte 1972 gegen den Uhrzeigersinn im Norden beginnend an die Landkreise Neustadt an der Waldnaab, Nabburg und Oberviechtach und an den Západočeský kraj der Tschechoslowakei.

## Geschichte

### Bezirksamt
Das Bezirksamt Vohenstrauß folgte im Jahr 1862 dem flächengleichen Landgericht älterer Ordnung Vohenstrauß.
Am 1. Januar 1926 trat das Bezirksamt Vohenstrauß die Gemeinden Deindorf, Glaubendorf und Woppenhof an das Bezirksamt Nabburg ab.

### Landkreis
Am 1. Januar 1939 wurde im Deutschen Reich die einheitliche Bezeichnung Landkreis eingeführt. So wurde aus dem Bezirksamt der Landkreis Vohenstrauß.
Im Jahr 1946 wechselte die Gemeinde Gmeinsrieth in den Landkreis Oberviechtach. Ein Teil der Gemeinde kam zu Dietersdorf, der andere zu Schönsee.
Am 1. Juli 1972 wurde der Landkreis Vohenstrauß im Zuge der Gebietsreform in Bayern aufgelöst und mit einem großen Teil des aufgelösten Landkreises Eschenbach in der Oberpfalz dem Landkreis Neustadt an der Waldnaab zugeordnet.

### Bezirksamtmänner und Landräte
- 1896–1902: Rudolf Müller
- 1930–1938: Oskar Edler von Kuepach
- 1945–0000: Johann Pösl

## Einwohnerentwicklung
| Jahr | Einwohner | Quelle |
| ---- | --------- | ------ |
| 1864 | 22.801    | [ 4 ]  |
| 1885 | 25.219    | [ 5 ]  |
| 1900 | 23.549    | [ 6 ]  |
| 1910 | 24.167    | [ 6 ]  |
| 1925 | 23.029    | [ 7 ]  |
| 1939 | 22.211    | [ 8 ]  |
| 1950 | 28.156    | [ 9 ]  |
| 1960 | 24.600    | [ 10 ] |
| 1971 | 24.800    | [ 11 ] |

## Gemeinden
Vor dem Beginn der bayerischen Gebietsreform umfasste der Landkreis Vohenstrauß in den 1960er Jahren 37 Gemeinden:
| - Altenstadt bei Vohenstrauß - Bernrieth - Böhmischbruck - Brünst - Burgtreswitz - Burkhardsrieth - Dimpfl - Döllnitz - Eslarn, Markt - Etzgersrieth - Georgenberg - Gröbenstädt - Großenschwand | - Heumaden - Kaimling - Kleinschwand - Lennesrieth - Lerau - Leuchtenberg, Markt - Lohma - Michldorf - Miesbrunn - Moosbach - Neudorf - Oberlind - Pfrentsch | - Pleystein, Stadt - Reinhardsrieth - Roggenstein - Spielberg - Tännesberg - Tröbes - Vohenstrauß, Stadt - Waidhaus - Waldau - Waldkirch - Waldthurn, Markt |

Landkreis Vohenstrauß, Gemeindegrenzenkarte von 1961

Die folgenden Gemeinden wurden während des Bestehens des Landkreises eingemeindet:
- Gaisheim, 1939 zu Tröbes
- Lämersdorf, 1928 zu Roggenstein
- Obernankau, 1938 zu Oberlind
- Niederland, 1939 zu Moosbach
- Preppach, am 1. Januar 1946 zu Döllnitz
- Rückersrieth, 1939 zu Tröbes
- Woppenrieth, am 1. Januar 1946 zu Döllnitz

## Kfz-Kennzeichen
Am 1. Juli 1956 wurde dem Landkreis bei der Einführung der bis heute gültigen Kfz-Kennzeichen das Unterscheidungszeichen VOH zugewiesen. Es wurde bis zum 3. August 1974 ausgegeben. Seit dem 10. Juli 2013 ist es aufgrund der Kennzeichenliberalisierung wieder im Landkreis Neustadt an der Waldnaab erhältlich.